# 松之山温泉

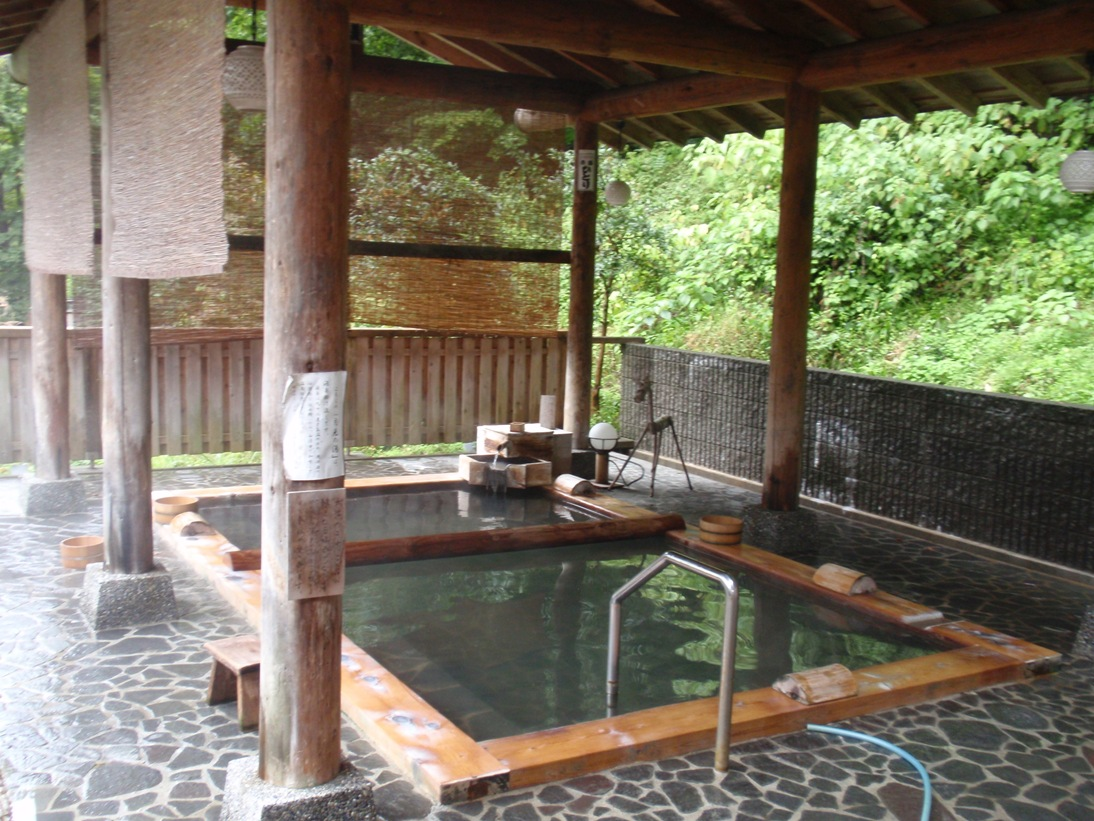
松之山温泉の露天風呂

松之山温泉（まつのやまおんせん）は、新潟県十日町市松之山にある温泉。積雪が4 mを超えることもある国内有数の豪雪地帯に位置する。

## 泉質
- ナトリウム・カルシウム-塩化物泉（弱アルカリ性）[3]

ホウ酸含有量は日本一で、1Lあたりの含有量は349.5mg。メタケイ酸も豊富に含む。2011年の長野県北部地震の影響で源泉の湯量が減少し新たな掘削も行っている。
山間の温泉ながら塩分濃度が高く、太平洋戦争中は塩の採取も行われていた。新潟大学の大木、佐藤らは、約1000万年前の化石海水が、地圧によって湧出してくる「ジオプレッシャー型温泉」である、としている。
群馬県の草津温泉、兵庫県の有馬温泉とともに「日本三大薬湯」と呼ばれているほか、日本経済新聞の日本百名湯にも選出された。

## 温泉街
湯治宿を含めた十数軒の旅館や飲食店、共同浴場「鷹ノ湯」、足湯などが連なる小規模な温泉街が形成されている。100年以上の歴史を持つ旅館、国の登録有形文化財となっている旅館もある。温泉街には観光案内所やカフェバー、コンドミニアムを備えた「里山ビジターセンター」がある。
温泉街に隣接して、小正月には婿投げ・墨塗りの奇祭が行われることでも知られる薬師堂や、不動滝といったスポットがある。また、日帰り入浴施設「ナステビュウ湯の山」も設けられている。
温泉街から離れた場所にある兎口源泉は松之山温泉と同質の源泉が湧出することから、松之山温泉に含めて紹介される場合が多い。兎口地区には一軒宿の旅館があったが、2017年1月末に廃業した。かつては、市営の共同露天風呂の「翠（みどり）の湯」が営業していたが、近年、老朽化により廃止となった。

## エネルギー利用
2010年度から、温泉熱を利用したバイナリー発電（地熱発電）の実証実験が行われている。あわせて、河川水と温泉熱を利用した消雪パイプの敷設が行われ、その際の温泉街の景観づくりを含む一連の取り組みが2017年にグッドデザイン賞を受賞している。これらの設備には、98 ℃という高い源泉温度と毎分100 L余るといわれる豊富な湯量が活かされている。
2019年には発電のための新会社が設立され、2020年に出力210 kW、年間発電量124万kWh（一般家庭約280世帯分）の発電施設が完成した。

## 伝説
開湯伝説によれば、約700年前の南北朝時代に鷹が温泉で傷を癒していたところを発見したとされる。温泉地にある源泉の一つはこの開湯伝説にちなんで「鷹ノ湯」を名乗る。上杉謙信の隠し湯とも言われている。

## 歴史
- この湯についての記録は、1503年に始まる。越後守護代長尾能景の家臣黒田良忠が中条弾正左衛門尉(中条藤資)に充てた文亀三年(1503)の文書「黒田良忠書状」[18]に、守護代の娘が八月に結婚する予定であったが松山(松ノ山温泉)へ湯治に行くので十一月に延期する、とある。
- 文化九年(1812)以降[19]の『諸国温泉功能鑑』[20]にも記されており、越後国の5つの前頭（松之山、塩沢、出湯、関の山、田上）の中で筆頭となっていた。

## アクセス

### 公共交通・タクシー
- 北越急行ほくほく線まつだい駅より、東頸バス松之山温泉行きで約25分[21]。
十日町駅東口からの直通便（所要約60分）もある。
- 越後湯沢駅から冬期間運行予約制バス「雪国豪雪ライナー」利用で約70分[22]。
- まつだい駅または津南駅より、タクシーで約25分。

### 車
レンタカー店は越後湯沢駅周辺や十日町駅周辺、飯山駅周辺などが最寄りとなる。
- 関越自動車道塩沢石打ICより約50分。
- 越後湯沢駅より約60分。
- 十日町駅より約40分。
- 飯山駅より約70分。

## 周辺

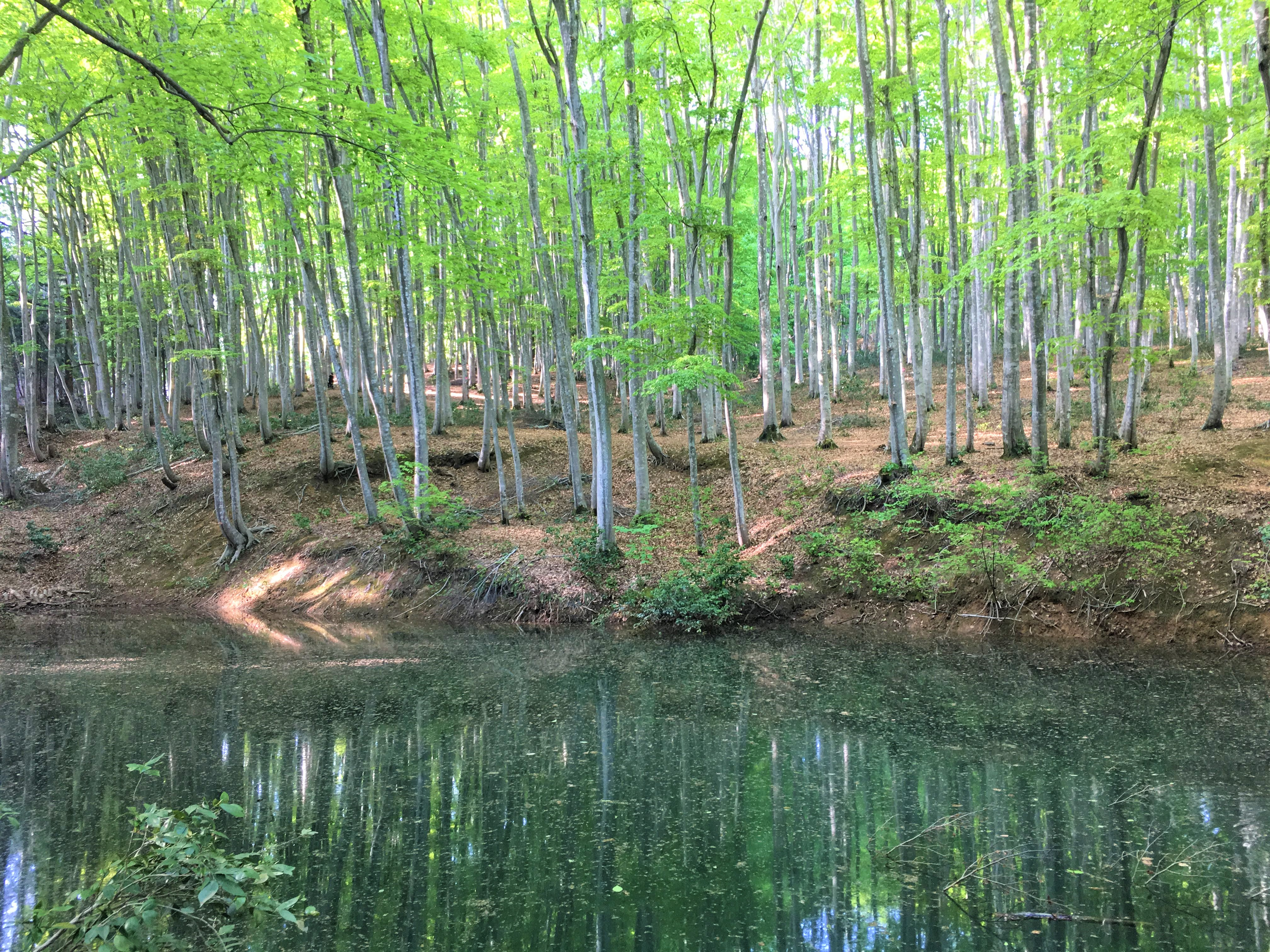
美人林。温泉発着の散策体験ツアーも多く開催されており、冬期にはスノーシュー体験も開催される。

内陸の豪雪地帯に位置しており、「美人林」と呼ばれるブナ林や棚田など里山の自然を活かした周辺観光が行われている。また、「大地の芸術祭の里」として様々なアート作品が点在する。
- 松之山温泉スキー場
- 美人林
- 越後松代棚田群
- 大厳寺高原